# Myrmecia pavida
 (mars 2012).
Si vous disposez d'ouvrages ou d'articles de référence ou si vous connaissez des sites web de qualité traitant du thème abordé ici, merci de compléter l'article en donnant les références utiles à sa vérifiabilité et en les liant à la section « Notes et références ».
Espèce
Myrmecia pavida est une des plus grandes espèces de fourmis du monde, avec des ouvrières pouvant atteindre 18 à 30 millimètres et jusqu'à 35 chez la reine (ou gyne). 

## Description
Dite semi-primitive, elle forme de petites colonies d'environ 400 individus au maximum et est peu sociale. Elle chasse le plus souvent seule. Sa silhouette allongée rappelle celle de son ancêtre, la guêpe. La reine aide les ouvrières dans les tâches quotidiennes. 

### Physionomie
Chez Myrmecia pavida, le thorax, la tête et les pattes sont rouge foncé et le gastre est noir.
Le corps est très allongé et chaque partie du corps est détachée.

### Particularité
Cette espèce est une des plus dangereuses de l'Australie. Dans certains cas d'allergie, sa piqûre plus douloureuse que celle d'une guêpe peut s'avérer mortelle. Son excellente vision lui permet d'observer ses proies à deux ou trois mètres de distance. 

## Reproduction
Comme tout le genre Myrmecia, la reine (monogyne) ou une gamergate fécondée peut pondre des œufs. Pour devenir un imago « fini » (environ deux mois de transformation, soit approximativement 60 jours), différents stades devront se succéder. Ainsi, une dizaine de jours après la ponte, les premières larves arrivent. Au bout de trois stades larvaires (avec mues) et une vingtaine de jours supplémentaires, la larve se nymphosera, le plus souvent dans un cocon (tissé avec la soie produit par la larve elle-même). Il restera une trentaine de jours en nymphe avant de se transformer en imago (insecte adulte). Les larves devront être nourries de protéines (le plus souvent d'insectes capturés).

### Gamergate
La « gamergate » est une ouvrière dominante dont la fécondation intra-nidale se fait avec un ou plusieurs mâles de la même colonie. Ainsi, ce genre de colonie est presque immortel car la gyne a toujours le moyen d'être remplacée. Les ouvrières non-fécondées pondent elles des œufs trophiques, destinés à l'alimentation de la reine et comme complément pour les larves.

### Genre et caste
La femelle reproductrice de la colonie peut être une gyne, caste déterminée au stade larvaire selon l'alimentation qui lui est fournie, ou une ouvrière (gamergate). Elle devra alors être fécondée par un mâle, plus petit que la reine, il a une durée de vie assez courte car il meurt après l'accouplement. Le sexe est déterminé, lui, par l’œuf pondu : s'il est fécondé, il donnera naissance à une femelle. S'il ne l'est pas, ce sera un mâle.